# Senebkay
Senebkay (andere Schreibweisen Senebkai, Seneb Kay) war ein altägyptischer König der Zweiten Zwischenzeit, der um 1650 v. Chr. einige Jahre Mittelägypten gegen die vorderasiatischen Hyksos-Invasoren hielt. Sein Thronname war User-ib-Re (Weser-ib-Re / Woser-ib-Re).

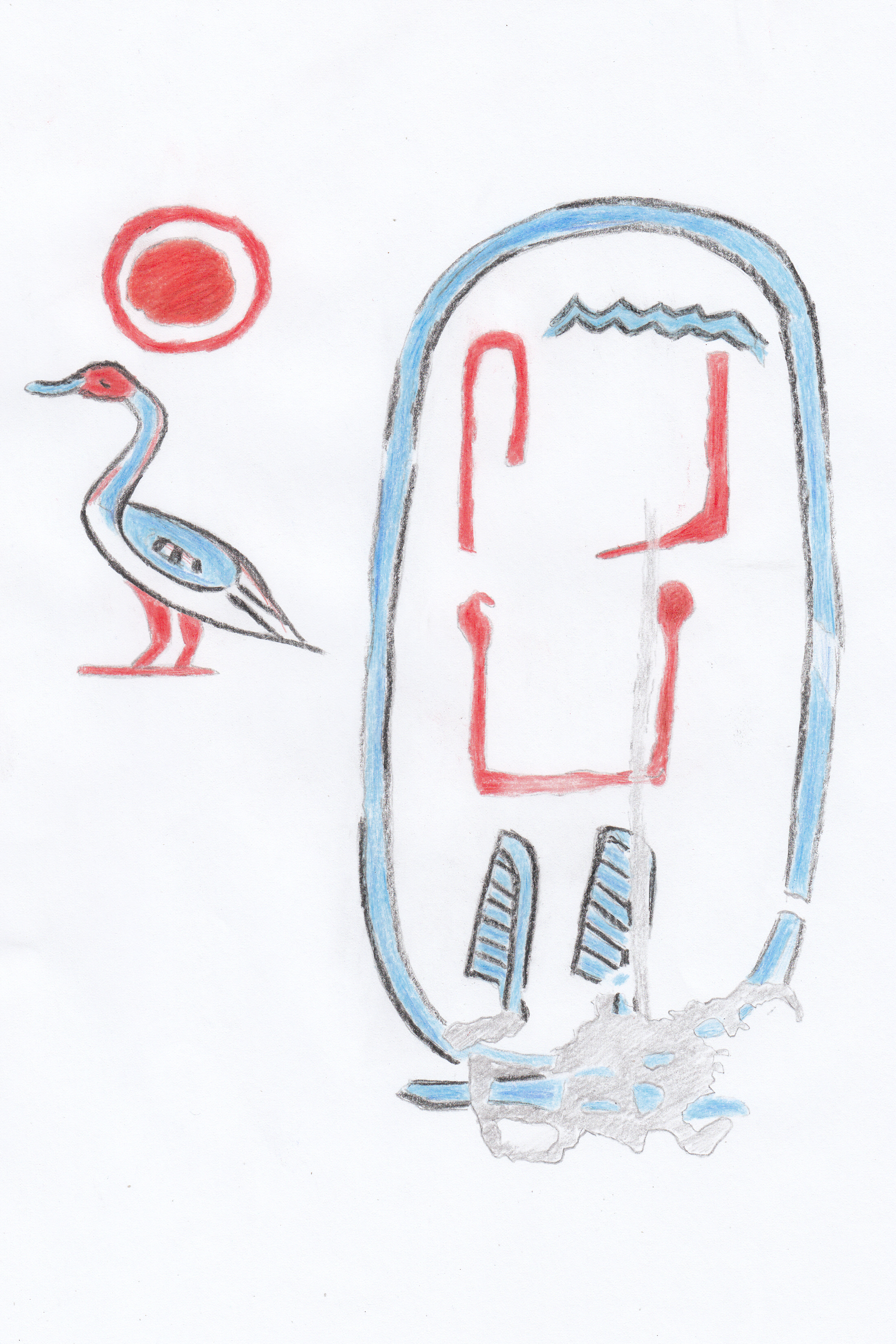
Kartusche des Herrschers

Senebkay wurde durch sein 2014 entdecktes Grab in Abydos bekannt, das bei Ausgrabungen vom Penn Museum der University of Pennsylvania in Zusammenarbeit mit dem Egypt’s Supreme Council of Antiquities unter der Leitung von Josef W. Wegner entdeckt wurde. Der Herrscher erscheint wahrscheinlich auch im Königspapyrus Turin, wo die Reste mehrerer Namen erhalten sind, die zu User-ib-re (Weser-ib-Re) rekonstruiert werden können. Sein Grab ist verhältnismäßig klein und ist beraubt aufgefunden worden. Die Grabkammer ist bemalt und zeigt eine Scheintür und diverse Göttinnen. Das Skelett von Senebkay fand sich in den Resten des Sarges.
In der Nähe des Grabs von Senebkay war kurz vorher das des 80 Jahre davor regierenden Sobekhotep IV. entdeckt worden.
Untersuchungen am Skelett zeigen, dass Senebkay im Alter von 35 bis 49 Jahren eines gewaltsamen Todes in einem Kampfgeschehen starb. Verletzungen an Füßen, Knöchel und unterem Rücken sprechen dafür, dass er sich zunächst in einer erhöhten Position befand, wie zum Beispiel auf einem Pferd. Die durch Äxte verursachten Wunden am Schädel führten schließlich zum Tod. Die Krümmung der Wunden am Schädel weist auf die Verursachung durch altägyptische Streitäxte in der Zeit der Zweiten Zwischenzeit hin.

## Dokumentationen
- Aufgedeckt – Rätsel der Geschichte – Der vergessene Pharao. TV-Dokumentation in HD, GB 2021, Deutsche Synchronfassung: ZDFinfo 2022.